# 脉络膜
脉络膜（Choroid）是位於视网膜和巩膜之间的组织，主要由色素及微细血管组成，呈暗褐色。人類脉络膜最粗處在眼部的後方，為0.2 mm，邊緣處最細，會到0.1 mm。其血管供给视网膜葡萄糖及氧气。色素则吸收眼球内多余的光，防止它们因折射和散射而干扰视细胞作用的精确度。
脉络膜提供氧气和营养素到视网膜的外层并把废物运走，因含有丰富的色素，故脉络膜有遮光作用，亦能够防止眼球内部光线反射。

1:玻璃体 2:锯齿缘 3:睫状肌 4:睫状韧带 5:施莱姆氏管 6:瞳孔 7:前房 8:角膜 9:虹膜 10:晶状体 11:晶状体核 12:睫状突 13:结膜 14:下斜肌 15:下直肌 16:内直肌 17:视网膜动脉和静脉 18:视乳头 19:硬脑膜鞘 20:视网膜中央动脉 21:视网膜中央静脉 22:视神经 23:涡静脉 24:球筋膜 25:黃斑部 26:中心凹 27:巩膜 28:脉络膜 29:上直肌 30:视网膜